# Henri Habent
Henri Habent foi um ciclista francês que participava em competições de ciclismo de pista. Competiu nos Jogos Olímpicos de Verão de 1920 em Antuérpia, onde terminou em quinto lugar na perseguição por equpies de 4 km.